# Iosif Aleszkowski
Iosif Aleszkowski (ros.) Иосиф Ефимович Алешковский (ur. 21 września 1929 w Krasnojarsku, zm. 21 marca 2022 w Tampie) – radziecki pisarz, dysydent.

## Życiorys
Wkrótce po urodzeniu się Iosifa jego rodzina przeprowadziła się z Krasnojarska do Moskwy. Naukę w moskiewskiej szkole przerwał atak Niemiec na ZSRR – rodzina ewakuowała się na wschód.
W 1947 r. został powołany do wojska; służbę odbywał we flocie, jednakże za naruszenia dyscypliny otrzymał wyrok 4 lat obozu (1950–1953). Po wyjściu na wolność pracował jako kierowca na budowie.
W 1955 r. powrócił do Moskwy, rozpoczął pracę literacką. Pisał i publikował bajki dla dzieci, opowiadania, scenariusze do filmów kinowych i telewizyjnych („Два билета на электричку” w 1964, „Черно-бурая лиса” w 1967, „Кыш, два портфеля и целая неделя” w 1970).
Jednocześnie pracował nad powieściami i opowiadaniami, które nie mogły być oficjalnie opublikowane ze względu na tematykę zabronioną w radzieckiej literaturze (życie obozowe, fałsz i obłuda radzieckiej rzeczywistości i tym podobne, przykładem – powieść „Николай Николаевич”). Utwory te były rozpowszechniane w drugim obiegu („samizdat”). Ponadto był autorem znanych pieśni obozowych: „Товарищ Сталин, вы большой ученый”, „Окурочек”, „Советская пасхальная” i inne, które były śpiewane przez młodzież w całym kraju. W 1979 niektóre z nich były opublikowane w „Мetropolu”, dzięki czemu straciły anonimowość, ale przez co Aleszkowski był zmuszony do emigracji. Najpierw mieszkał w Wiedniu, gdzie napisał powieść „Карусель” (wydaną w 1983), następnie otrzymał zgodę na wyjazd do Stanów Zjednoczonych.
Od 1979 r. mieszkał i pracował w Middletown, USA. Tam opublikował powstałe wcześniej utwory: w 1981 – „Кенгуру” (powstał 1974–1975), w 1980 – „Маскировка” (powstał w 1978), w 1980 – powieść „Рука” (powstała 1977–1980).
W 1982 r. opublikował historię „Синенький скромный платочек”. W 1991 był jednym z założycieli nieformalnego stowarzyszenia «БаГаЖъ», razem z A. Bitowem, B. Achmaduliną i М. Żwanieckim.
W 1995 r. nagrał w USA z A. Makarewiczem płytę «Окурочек».